# Trento (Philippinen)
Trento ist eine philippinische Stadtgemeinde in der Provinz Agusan del Sur. Sie hat 51.565 Einwohner.
Die Wirtschaft ist stark von Subsistenzlandwirtschaft und Holzprodukten abhängig.

## Baranggays
Trento ist politisch unterteilt in 16 Baranggays.
| - Basa - Cuevas - Kapatungan - Langkila-an - New Visayas - Poblacion - Pulang-lupa - Salvacion | - San Ignacio - San Isidro - San Roque - Santa Maria - Tudela - Cebolin - Manat - Pangyan |